# Рождественский монастырь (Москва)
Богородице-Рождественский монастырь, известен как Рождественский монастырь — один из древнейших женских монастырей Москвы. Расположен на пересечении улицы Рождественка и Рождественского бульвара, которым он дал имя.

## История

### Допетровское время
Монастырь был основан в 1386 году супругой князя Андрея Серпуховского и матерью князя Владимира Храброго — княгиней Марией Константиновной, которая постриглась здесь в монахини перед смертью в 1389 году под именем Марфы. Первое время находился на территории Московского кремля и носил имя монастырь Рождества Богородицы на Рву. Существует также версия, что монастырь с момента основания располагался на берегу реки Неглинной, у Кучкова поля, во владениях князя Владимира Андреевича Серпуховского.
В 1430-х годах в монастыре приняла постриг под именем Евпраксия княгиня Елена Ольгердовна, супруга князя Владимира Храброго, она была похоронена, согласно своему завещанию, на монастырском кладбище в 1452 году. Княгиня Елена пожертвовала обители села с деревнями.
Одноглавый каменный собор Рождества Пресвятой Богородицы был возведён в 1501—1505 годах в традициях раннемосковского зодчества. После пожара 1547 года в течение 150 лет был окружён пристройками, исказившими первоначальный облик.
25 ноября 1525 года в Рождественском монастыре была насильно пострижена под именем София жена Василия Третьего Соломония Сабурова. Она жила в обители до перевода в суздальский Покровский монастырь.
Летом 1547 года во время сильного московского пожара сгорели постройки монастыря, пострадал каменный собор. Он был вскоре восстановлен по обету царицы Анастасии Романовны — жены Ивана Грозного. По приказу самого царя в южной алтарной апсиде был создан Никольский придел.
В 70-х годах XVII века Рождественский монастырь стал местом погребения князей Лобановых-Ростовских: к собору с востока была пристроена их усыпальница. В XIX веке она получила второй этаж, в котором находилась монастырская ризница.
В 1676—1687 годах на средства княгини Фотинии Ивановны Лобановой-Ростовской был возведён каменный храм святого Иоанна Златоуста с трапезной и приделами святого Николая, праведного Филарета Милостивого и святого Димитрия Ростовского (при этом имянаречение в честь св. Димитрия Ростовского не могло состояться раньше второй половины XVIII века, так как канонизирован он был при Елизавете Петровне). На её же средства в 1671 году выстроена ограда из камня с четырьмя башнями.

### Монастырь в XIX веке
В 1835—1836 годах над Святыми вратами была построена колокольня с церковью священномученика Евгения, епископа Херсонского (проект Н. И. Козловского, церковь устроена на средства С. И. Штерич).
В начале XX века были построены трёхэтажные здания келий, в которых размещались классы церковно-приходской школы. В 1903—1904 годах по проекту архитектора П. А. Виноградова была проведена реконструкция церкви Иоанна Златоуста и возведена трапезная монастыря. В 1904—1906 годах Виноградовым построен храм Казанской иконы Божией Матери с новой трапезной палатой; церковь пятиглавая бесстолпная в русско-византийском стиле, её длина составляет 36 метров, ширина — 15, а высота – 17. До событий 1917 года в этом храме был иконостас из резного дуба, позже утраченный. При монастыре действовали приют для девочек-сирот и церковно-приходская школа.

### После революции
После революции на территории Богородице-Рождественского монастыря 1 июня 1920 года был открыт Рождественский концлагерь. Параллельно с концлагерем (как отдельное его подразделение) в том же монастыре находилось Рождественское казарменное общежитие принудительных работ, также открытое не позже июня 1920 года. Оно было подведомственно Московскому управлению принудительных работ. Через полтора года после открытия, 19 декабря 1921 года, было принято решение о «ликвидации» лагеря. Заключённые лагеря и общежития были переведены в Покровский лагерь. Количество заключённых в лагере составляло порядка 200—300 человек.
Здесь же находилась центральная больница-амбулатория для лагерей, открытая в 1920 году, которую тюремная инспекция называет «центральной амбулаторией по всем специальностям (глазным, ушным, зубоврачебным, хирургическим и венерическим)». Первым главой больницы был назначен хирург Борис Маркович Жирмунский, талантливый врач, в скором будущем эмигрировавший во Францию, где он стал одним из основателей парижской больницы «Мирабо».
В 1922 году монастырь был закрыт, серебряные ризы с икон сняты (всего вывезено 17 пудов серебра), часть икон первоначально переместили в храм Николы в Звонарях, а позже — в церковь Знамения в Переяславской слободе. Завершавшее Казанскую церковь пятиглавие было сломано, а здание перепланировали.
В донесении Патриарху Тихону настоятельницы Московского Рождественского монастыря игуменьи Магдалины от 2 августа 1923 года сообщалось, что в апреле 1922 года при игуменье Октавии левую часть монастыря взял в аренду Комитет Всероссийской помощи воинам — западный и левый трапезный корпус, сестёр «уплотнили до невозможности» — и стали брать с них арендную плату за помещение. Правая сторона монастыря уже занята 3 года — там сначала был лагерь [вероятно, концентрационный], затем милиция, курсанты. К 1 мая 1923 года «Всерокомпом» подал в народный суд прошение о выселении монахинь. Их четыре раза вызывали в суд, где истцу предлагали выделить монастырю помещение, но он настоял на безусловном выселении, и 90 человек, вместе с игуменьей были выселены — остались лишь 30 монахинь, работающих в мастерской Комитета, 10 престарелых и 3 — от Главмузея для охраны церкви. Златоустовский храм взят под клуб, трапезная Казанская церковь разорена под столовую того же комитета (ещё пустует), служба только в летнем соборе. Ключи от церкви
св. мученика Евгения (под колокольней) — в Главмузее.
В монастыре размещались конторские, научные и учебные заведения. В кельях были устроены коммунальные квартиры. Некоторым из монахинь разрешили остаться в бывшей обители, две инокини жили на территории монастыря до конца 1970-х годов. Монастырское кладбище вместе с могилой основательницы обители — княгини Марии Андреевны или Ивановны было уничтожено, часть стен снесена. В 1974 году решением Моссовета Рождественский монастырь был передан МАРХИ для организации музея-заповедника древнерусского искусства и зодчества. После реставрации в Рождественском соборе хранился архив одного из научно-исследовательских институтов.

### Современность
Собор Рождества Пресвятой Богородицы был возвращён церкви в 1992 году, богослужения в нём возобновились 14 мая 1992 года. Обители предоставлена ставропигия.
Монастырь был возрождён 16 июля 1993 года, в нём ведутся реставрационные работы. При монастыре существует воскресная школа для детей 4-17 лет. В 2010 году в монастыре открылась бесплатная женская трёхгодичная церковно-певческая школа. В её учебную программу входит изучение катехизиса, литургики, Богослужебного устава, сольфеджио, обихода церковного пения и хоровой класс. В 2011 году при школах в монастыре была создана своя библиотека.
С 1999 года подворьем монастыря является Храм иконы Божией Матери «Всех скорбящих Радость», расположенный в селе Фёдоровское Волоколамского района Московской области.
В ноябре 2010 года Святейший Патриарх Московский и всея Руси Кирилл вновь освятил отреставрированную Казанскую церковь.
По состоянию на 2019 год, в обители 30 монашествующих.

### Настоятельницы
- с 19 июля 1993 года — игуменья Викторина (Перминова).

## Архитектура
- Собор Рождества Пресвятой Богородицы. Основан в 14 веке, возведен в 1501-1505 годах
- Церковь Иоанна Златоуста. Возведена в 1676-1677  годах[9]
- Церковь Евгения, епископа Херсонесского, с колокольней. Возведена арх. Н. И. Козловским в 1835-36 гг. Храм Евгения Херсонского в колокольне устроен на средства С. И. Штерич.
- Церковь Иконы Божией Матери Казанская, с трапезной. Возведена в 1904-1906 годах, архитектор Виноградов П. А.[10]

- Собор Рождества Богородицы (1500—1505)
- Церковь Иоанна Златоуста (1676—1678)
- Колокольня в стиле классицизма (1835—1836)
- Трапезная церковь Казанской Богоматери (1906)

## Святыни монастыря
- Казанская икона Пресвятой Богородицы
- Икона свт. Николая Мир Ликийских Чудотворца
- Икона святого великомученика и целителя Пантелеимона с частицей мощей
- Икона прп. Софии Суздальской с частицей мощей
- Соборная икона Оптинских старцев с частицами мощей 12-ти Оптинских старцев